# Lachapelle-sous-Chaux
Lachapelle-sous-Chaux es una comuna francesa situada en el departamento del Territorio de Belfort, de la región de Borgoña-Franco Condado.
Los habitantes se llaman Chapelottis.

## Geografía
Está ubicada a 5 km al norte de Belfort.

## Demografía
| 443 | 456 | 543 | 607 | 577 | 625 | 672 | 718 |
| Para los censos de 1962 a 1999 la población legal corresponde a la población sin duplicidades (Fuente: INSEE [Consultar]) |     |     |     |     |     |     |     |